# Reddyanus corbeti
Espèce
Synonymes
- Isometrus corbeti Tikader & Bastawade, 1983

Reddyanus corbeti est une espèce de scorpions de la famille des Buthidae.

## Distribution
Cette espèce est endémique d'Uttarakhand en Inde. Elle se rencontre dans le parc national Jim Corbett.

## Description
La femelle holotype mesure 39,00 mm.

## Systématique et taxinomie
Cette espèce a été décrite sous le protonyme Isometrus corbeti par Tikader et Bastawade en 1983. Elle est placée dans le genre Reddyanus par Kovařík, Lowe, Ranawana, Hoferek, Jayarathne, Plíšková et Šťáhlavský en 2016.

## Étymologie
Son nom d'espèce lui a été donné en référence au lieu de sa découverte, le parc national Jim Corbett

## Publication originale
- Tikader & Bastawade, 1983 : « The fauna of India: Scorpions. Scorpionida, Arachnida. » The Zoological Survey of India, Calcutta, vol. III, p. 1–668 (texte intégral).